# Merrie Melodies

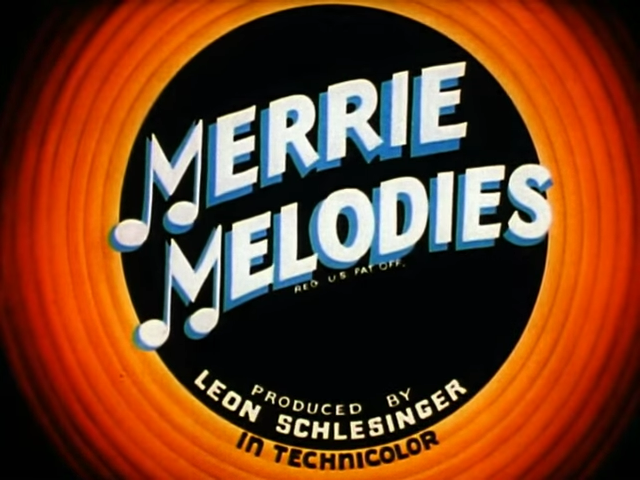
I titoli di apertura di ogni "Merrie Melody"

Le Merrie Melodies (Allegre Melodie), sono una serie di cortometraggi animati prodotta dalla Warner Bros. dal 1931 al 1969. Come nella serie parallela Looney Tunes, vi compaiono alcuni dei più famosi personaggi immaginari dei cartoni animati della Warner Bros., come Bugs Bunny, Daffy Duck, Titti, Porky Pig, Yosemite Sam e Taddeo.

## Produzione
La serie fu prodotta dalla Leon Schlesinger Productions fino al 1944, anno in cui Leon Schlesinger vendette il suo studio alla Warner, che lo rinominò Warner Bros. Cartoons, il quale continuò a produrre la serie fino al 1969. Le Merrie Melodies si caratterizzano per l'uso dei personaggi, quasi sempre differenti, al contrario dei Looney Tunes basati su personaggi ben caratterizzati; per le musiche, non soltanto un mero contorno, ma registrazioni d'importanza, scelte nel vasto catalogo della Warner Bros. Nel 1934 le Merrie Melodies passarono al colore, e nel corso degli anni persero la loro caratteristica fondata sulla ricercata colonna sonora; nel 1943 anche i Looney Tunes passarono al colore, facendo sì che le differenze fra le due serie si riducessero al minimo. Nella serie The Looney Tunes Show figurano peraltro brevi segmenti musicali intitolati Merrie Melodies.

### Sigle
Il celebre motivetto "jingle" introduttivo dei Merrie Melodies fu scritto dal compositore musicale Carl Stalling, già noto per le Sinfonie allegre della Walt Disney Company dei primi anni trenta e utilizzato per la prima volta nel corto Boulevardier from the Bronx di Friz Freleng, del 1936. Il motivetto introduttivo sigla dei Looney Tunes, invece, è una riproposizione del brano foxtrot The Merry-Go-Round Broke Down del 1937, composto da Cliff Friend and Dave Franklin.